# Berlin Thunder (NFL Europe)
| Berlin Thunder                                                  | Berlin Thunder                                                  |
| Gegründet 1999 – Aufgelöst 2007 Spielten in Berlin, Deutschland | Gegründet 1999 – Aufgelöst 2007 Spielten in Berlin, Deutschland |
| --------------------------------------------------------------- | --------------------------------------------------------------- |
| \| \| \| \| \| \|                                               |                                                                 |
| Teamfarben                                                      | Schwarz, Gold, Grün                                             |
| Liga                                                            |                                                                 |
| - NFL Europe NFL Europa (2007)                                  |                                                                 |
| Erfolge                                                         |                                                                 |
| Meisterschaften (3) World Bowl 2001, 2002, 2004                 |                                                                 |
| Play-off-Teilnahmen (4) 2001, 2002, 2004, 2005                  |                                                                 |
| Stadien                                                         |                                                                 |
| Olympiastadion Berlin                                           |                                                                 |
|                                                                 |                                                                 |
|                                                                 |                                                                 |

Das American-Football-Team Berlin Thunder war von 1999 bis 2007 Mitglied der NFL Europe. Berlin Thunder hatte das Team der London Monarchs im europäischen Ableger der National Football League abgelöst. In dieser Zeit gewann Berlin Thunder dreimal den World Bowl (Titel der NFL Europe).
Seit 2021 spielt ein gleichnamiges Team in der European League of Football.

## Geschichte
Bei der offiziellen Bestätigung der neunten Liga-Franchise wurde 1998 der zuvorige DSF-TV-Kommentator Michael Lang als General Manager vorgestellt. Nach einem Aufruf in den Medien an die Öffentlichkeit, Namensvorschläge für das Hauptstadtteam einzusenden, wurden am 16. November 1998 der Name „Berlin Thunder“ und das markante Hammer-Logo im Planetarium am Insulaner präsentiert.
Austragungsstätte der Heimspiele von Berlin Thunder war zunächst der Friedrich-Ludwig-Jahn-Sportpark in Berlin-Prenzlauer Berg. Nach Anlaufschwierigkeiten in der Premierensaison unter Head Coach Wes Chandler (3–7 Siege, 1999) zog Berlin Thunder unter dem neuen Chef-Trainer Peter Vaas (2000–2003) in den Jahren 2001 und 2002 in das World-Bowl-Finale ein. Beide Endspiele wurden gewonnen, 2001 in Amsterdam im World Bowl IX gegen die Barcelona Dragons (24:17), 2002 in Düsseldorf im World Bowl X gegen Rhein Fire (26:20). Es war zudem die einzige erfolgreiche Titelverteidigung in der NFL Europa.
In der Saison 2003 zog man aufgrund der besseren infrastrukturellen Lage in das bekanntere Berliner Olympiastadion um. Durch den Umzug konnte der Zuschauerdurchschnitt noch schneller als zuvor erhöht werden, der Rekordschnitt wurde 2005 mit 16.848 Fans pro Spiel aufgestellt. Im fünften Heimspiel 2005 gegen die Cologne Centurions wurde mit 20.927 Fans die höchste Zuschauerzahl bei einem Spiel erreicht.
Vor der NFL-Europe-Saison 2004 übernahm Rick Lantz den Head-Coach-Posten von Peter Vaas, der zum neu gegründeten Liga-Konkurrenten Cologne Centurions wechselte. Nach einer fast perfekten Saison mit 10-1 Siegen unter Quarterback Rohan Davey (allocated von den New England Patriots) gewann Berlin Thunder den dritten World-Bowl-Titel (30:24 gegen die Frankfurt Galaxy im World Bowl XII, Arena AufSchalke, Gelsenkirchen) der Teamgeschichte.
Im Herbst 2005 wurde der bisherige General Manager Michael Lang durch den Deputy General Manager und Sales und Marketing Director Joe Cealera abgelöst. Letztmals zogen die Berliner 2005 noch einmal in den World Bowl XIII in der LTUarena (Düsseldorf) ein, der mit 27:21 aber erstmals an die Amsterdam Admirals ging.
In der Saison 2006 sanken die Zuschauerzahlen bei Berlin Thunder wie auch allen anderen NFLE-Teams, was vor allem mit einem vorgezogenen Saisonstart aufgrund der FIFA-WM zurückzuführen war. In der Saison 2006 trug Berlin Thunder dann sogar aufgrund des engen Terminkalenders der FIFA-Fußball-WM 2006 das fünfte Heimspiel noch einmal in der „alten Heimat“, im Friedrich-Ludwig-Jahn-Sportpark, aus. Mit 2 Siegen, 7 Niederlagen und einem Unentschieden (17:17 in Hamburg, zweites Remis der Ligageschichte) wurde die Saison abgeschlossen.
Im Januar 2007 gab Rick Lantz, der zum Ligarivalen Rhein Fire wechselte, den Staffelstab als Head Coach von Berlin Thunder an John Allen weiter, der 2003 bereits als Wide Receivers Coach in Berlin tätig war und die drei Jahre zuvor die erfolgreiche Offense der Amsterdam Admirals verantwortete.

### Saison 1999
3–7–0 | PF: 173 | PA: 308 | Platzierung: 6.

Die von Wes Chandler trainierte Mannschaft verlor in ihrer ersten Saison zunächst vier Spiele hintereinander, bevor das Heimspiel gegen die Amsterdam Admirals gewonnen werden konnte.
Am Ende standen 3 Siege 7 Niederlagen gegenüber und Thunder belegte Platz 6 in der NFL Europe.

### Saison 2000
4–6–0 | PF: 189 | PA: 249 | Platzierung: 6.

Nach dem Wechsel von Wes Chandler zu den Dallas Cowboys in die NFL wurde Peter Vaas, bislang Offensive Assistant bei den Barcelona Dragons, Chef-Trainer der Berliner. Zwar stand man nach dem dritten Spieltag ganz oben in der Tabelle, am Ende reichte es aber mit 4 Siegen und 6 Niederlagen wieder nur für den letzten Tabellenplatz.

### Saison 2001
6–4–0 | PF: 270 | PA: 239 | Platzierung: 2. | WorldBowl IX Champion

Auch im Jahr 2001 sollte das erste Saisonspiel verloren gehen. Doch danach wurde noch sechsmal gewonnen, so dass Thunder am Ende mit sechs Siegen und vier Niederlagen Tabellenzweiter und damit erstmals Teilnehmer am World Bowl Finale der NFLE wurde.
Das Endspiel in der Amsterdam Arena gewannen die Berliner gegen die Barcelona Dragons mit 24:17 und sicherten sich somit erstmals den Titel World Bowl Champion.

### Saison 2002
6–4–0 | PF: 231 | PA: 188 | Platzierung: 2. | WorldBowl X Champion

Die Mannschaft von Peter Vaas startete wieder nur mäßig in die Saison. Drei knappen Niederlagen folgten aber drei Siege, am Ende standen sechs Siege und vier Niederlagen zu Buche. Wieder war Berlin Thunder Tabellenzweiter und für den World Bowl qualifiziert.
Das Endspiel wurde im Düsseldorfer Rheinstadion, in dem auch der Endspielgegner Rhein Fire seine Heimspiele bestritt, ausgetragen. Mit einem 26:20-Erfolg verteidigten die Berliner als erstes NFLE-Team überhaupt ihren Titel.

### Saison 2003
3–7–0 | PF: 248 | PA: 318 | Platzierung: 6.

Die von Verletzungspech verfolgte Mannschaft verlor im Jahr 2003 gleich die ersten vier Partien der Saison. Es folgten im Laufe der Saison nur noch drei Siege, denen am Ende sieben Niederlagen gegenüberstanden. Damit konnte Thunder wieder einmal nur den letzten Platz belegen.

### Saison 2004
9–1–0 | PF: 286 | PA: 196 | Platzierung: 1. | WorldBowl XII Champion

Deutlich besser verlief die Saison 2004. Der in US-Footballkreisen weithin bekannte und geachtete Rick Lantz übernahm die Mannschaft als Headcoach und führte sie zum Auftakt der Saison zu fünf Siegen in Folge. Am sechsten Spieltag musste Berlin Thunder die erste und einzige, zudem äußerst knappe, Niederlage bei den Cologne Centurions hinnehmen. Mit neun Siegen und einer Niederlage stand Thunder als Tabellenführer zum dritten Mal im World Bowl.
Im Finale traf Berlin Thunder in der Arena AufSchalke auf die Frankfurt Galaxy. Die Berliner entschieden die Partie mit 30:24 für sich und konnten den dritten Titel in vier Jahren feiern.

### Saison 2005

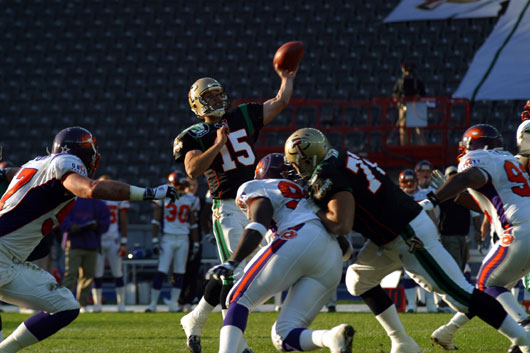
Dave Ragone wirft einen Pass beim 30:7-Sieg gegen die Frankfurt Galaxy

7–3–0 | PF: 241 | PA: 191 | Platzierung: 1. | WorldBowl XIII Teilnehmer

In der Saison 2005 konnte sich Berlin unter der Leitung von Rick Lantz erneut vorzeitig für das Finale qualifizieren. Nach einer Niederlage der Cologne Centurions am neunten Spieltag stand Berlin als Tabellenerster und Endspielteilnehmer fest. Finalgegner waren die Amsterdam Admirals, die das Spiel in Düsseldorf mit 27:21 schließlich für sich entschieden. Berlin Thunder hatte erstmals in seiner Teamgeschichte ein Finale verloren, war seinerzeit aber mit 4 Endspielteilnahmen (davon 3 Siegen) in 7 Spielzeiten das erfolgreichste Team der Liga. Quarterback Dave Ragone (Houston Texans) wurde nach der Saison als „NFLE Offensive MVP“ ausgezeichnet, Linebacker Rich Scanlon als „NFLE Defensive MVP“.

### Saison 2006
2–7–1 | PF: 167 | PA: 227 | Platzierung: 6.

Die Mannschaft konnte mit nur 2 Siegen nie an die stolzen Bilanzen der Vorgängerteams anknüpfen. In Woche 3 wurde mit einem 17:17 bei den Hamburg Sea Devils das erst zweite Unentschieden der Liga-Geschichte erzielt, das die Berliner erst in letzter Sekunde der regulären Spielzeit sicherten. Das fünfte und letzte Heimspiel wurde gegen den späteren World Bowl Champion Frankfurt Galaxy an alter Wirkungsstätte im Friedrich-Ludwig-Jahn-Sportpark bestritten und nur knapp mit 13:14 verloren. Zum Umzug war es wegen der Fußball-WM 2006 gekommen, wegen der ab Mai das Olympiastadion für die Spiele vorbereitet werden musste.

### Saison 2007
In der letzten Saison der Liga verlor Berlin Thunder erstmals alle Heimspiele. Dies war Thunders letzte Saison, da die NFL ihre Tochterliga NFL Europa am 29. Juni 2007 mit sofortiger Wirkung aufgelöst hat.

### Season by Season
| Saison    | Regular Season | Regular Season | Regular Season | Regular Season | Regular Season | Postseason | Postseason  | Postseason | Postseason                                             |
| Saison    | Siege          | Niederlagen    | Unentschieden  | Sieg %         | Platzierung    | Siege      | Niederlagen | Sieg %     | Platzierung                                            |
| --------- | -------------- | -------------- | -------------- | -------------- | -------------- | ---------- | ----------- | ---------- | ------------------------------------------------------ |
| 1999      | 3              | 7              | 0              | 0,300          | 6              | –          | –           | –          | –                                                      |
| 2000      | 4              | 6              | 0              | 0,400          | 6              | –          | –           | –          | –                                                      |
| 2001      | 6              | 4              | 0              | 0,600          | 2              | 1          | 0           | 1,000      | World Bowl IX Champions                                |
| 2002      | 6              | 4              | 0              | 0,600          | 2              | 1          | 0           | 1,000      | World Bowl X Champions                                 |
| 2003      | 3              | 7              | 0              | 0,300          | 6              | –          | –           | –          | –                                                      |
| 2004      | 9              | 1              | 0              | 0,900          | 1              | 1          | 0           | 1,000      | World Bowl XII Champions                               |
| 2005      | 7              | 3              | 0              | 0,700          | 1              | 0          | 1           | 0,000      | Niederlage gegen Amsterdam Admirals im World Bowl XIII |
| 2006      | 2              | 7              | 1              | 0,250          | 6              | –          | –           | –          | –                                                      |
| 2007      | 2              | 8              | 0              | 0,200          | 6              | –          | –           | –          | –                                                      |
| Insgesamt | 42             | 47             | 1              | 0,472          |                | 3          | 1           | 0,750      |                                                        |

## Bedeutende Spieler (1999–2007)
- Keith Adams, OLB, 2001: Dallas Cowboys, 2002–2005: Philadelphia Eagles, 2006: Miami Dolphins
- David Akers, K, Philadelphia Eagles
- Keith Davis, S, Dallas Cowboys
- Bryan Fletcher, TE, Indianapolis Colts, 2006: NFL Super Bowl Champion
- Ben Hamilton C, Denver Broncos
- Tim Hasselbeck, QB, New York Giants
- Israel Idonije, DE, Chicago Bears
- Dane Looker, WR, St. Louis Rams
- Brian Moorman, P, Buffalo Bills
- Brian Waters, OG, Kansas City Chiefs
- Ahmad Merrit, WR, Arizona Cardinals

## Deutsche Berlin-Thunder-Spieler
- Christian Mohr (DE, 2004–2006 National Player – im Januar 2005 bei den Seattle Seahawks unter Vertrag, wurde nach Verletzung im September 2005 entlassen; „NFLEL National MVP 2005“; 2006: „NFLE National Player of the Week 3“, „NFLEL National MVP 2006“; Practice squad-Platz bei Philadelphia Eagles für Saison 2006)
- Oliver Flemming (DB, 2005/06 National Player, 2006 World-Bowl-Titel mit Frankfurt Galaxy als Leihgabe von Berlin Thunder)
- Jörg „Heck“ Heckenbach (WR, 1999–2004 National Player, am NFLE-Karriereende Rekordhalter bei Berlin Thunder mit acht Touchdowns, GFL: bis 2004 Braunschweig Lions, 2005 Berlin Adler, ab 2006 Braunschweig Lions)
- Axel Kruse (Kicker, 1999–2003 – Ex-Fußball-Bundesligist bei Hertha BSC, VfB Stuttgart, Eintracht Frankfurt, Hansa Rostock). Mit 169 Karriere-Punkten bester Berliner Punktesammler der Teamgeschichte[1]